# 琉映
琉映（りゅうえい）とは、かつて沖縄県で映画興行を営んでいた企業。
1950年代から2000年代初頭まで沖縄県内で東映、松竹、ギャガを中心とした映画配給と映画館経営を行っていたが、2016年現在は映画関係の業務を行っていない。

## 歴史
1950年（昭和25年）に琉球映画貿易株式会社として設立され、
『処女宝』（1950年新東宝・監督：島耕二）を配給。
1989年（平成元年）に琉映株式会社と改称。
2014年（平成26年）6月に株式会社ビガロに改称。建設コンサルタント企業として存続している。